# Irving B. Fritz
Irving Bamdas Fritz (* 11. Februar 1927 in Rocky Mount, North Carolina; † 30. Januar 1996 in Grantchester, Vereinigtes Königreich) war ein US-amerikanischer Stoffwechsel-Physiologe und Endokrinologe.

## Leben
Irving begann mit 16 ein Studium an der University of Richmond, Virginia, erwarb mit 21 einen Studienabschluss in Zahnmedizin (Doctor of Dental Surgery) am Medical College of Virginia und mit 24 Jahren im Jahr 1951 einen Ph.D. in Physiologie an der University of Chicago. Das Thema der Dissertation lautete The Relationship Between Adrenal Cortical Steroids and Neuro-humoral Effector Substances in the Hemodynamics of Adrenalectomized Animals Subjected to Stress. Anschließend leistete er seinen zweijährigen Militärdienst ab. 1954 ging er als Postdoktorand zu Einar Lundsgaard nach Kopenhagen. Zwei Jahre lang hatte er die Position eines stellvertretenden Leiters der Abteilung für Stoffwechsel und Endokrinologie am Michael Reese Hospital in Chicago inne, bevor er 1957 eine Professur für Physiologie an der University of Michigan erhielt. 1968 wechselte er als Nachfolger von Charles Best an das Banting-Best-Institut der University of Toronto. 1991 wurde er emeritiert und übernahm die Leitung einer Arbeitsgruppe am Institute of Animal Physiology and Genetics Research in Cambridge, Vereinigtes Königreich, die er bis zu seinem Tode innehatte.
Fritz war verheiratet und hatte drei Söhne. Er starb an Krebs.

## Wirken
Am Anfang seiner Karriere befasste sich Fritz mit dem Fettstoffwechsel. So konnte er die Rolle des Carnitin und der Carnitin-Acyltransferase-System im Stoffwechsel der Fettsäuren aufklären. Später wandte sich Fritz der Andrologie zu und konnte wichtige Beiträge zum Verständnis der Funktion der Sertoli-Zellen, des follikelstimulierenden Hormons und des Androgen-bindenden Proteins leisten. Spätere Arbeiten befassten sich mit der Zell-Zell-Interaktion (siehe Kommunikation (Biologie)) im Hoden und der Rolle von Plasminogen-Aktivator, Clusterin und der extrazellulären Matrix dabei. In den letzten Jahren seiner wissenschaftlichen Karriere befasste er sich wieder mit dem Carnitin und seiner Bedeutung in der Zell-Zell-Interaktion im Hoden.

## Auszeichnungen (Auswahl)
- 1978 Guggenheim-Stipendium[6]
- 1980 Gairdner Foundation International Award[7]